# Boeing YB-9
Boeing B-9 là mẫu máy bay ném bom một tầng cánh làm hoàn toàn bằng kim loại đầu tiên được thiết kế cho Binh chủng không quân Lục quân Hoa Kỳ. Kiểu hoạt động đầu tiên được gọi tên là YB-9, đã được thử nghiệm và phát triển bởi công ty sản xuất máy bay Boeing của Hoa Kỳ dưới tên gọi XB-901 và bay lần đầu vào ngày 29 tháng 4-1931. YB-9 là một mẫu máy bay được sửa đổi lớn từ mẫu máy bay vận tải thương mại Model 200 của Boeing. Động cơ Pratt & Whitney R-1830-13 được sử dụng trên YB-9 đã giúp máy bay đạt được tốc độ tối đa là 163 mph (262 km/h).
Kiểu thử nghiệm thứ hai có tên gọi là Y1B-9 (Y1 cho biết nguồn tài chính cho dự án nằm ngoài tài trợ cho năm tài chính chính thức), mẫu này sử dụng động cơ làm nguội bằng chất lỏng Curtiss V-1570-29 'Conqueror'. Việc tăng công suất của động cơ, kết hợp với việc tăng luồng khí qua vỏ động cơ đã tăng tốc độ tối đa của máy bay lên 173 mph (278 km/h). Với ngoại lệ của B-2 Condor, động cơ làm nguội bằng chất lỏng không bao giờ được sử dụng trong việc sản xuất các máy bay ném bom cho quân đội Hoa Kỳ. Động cơ bố trí tỏa tròn làm lạnh bằng không khí nhẹ hơn và đáng tin cậy hơn động cơ làm lạnh bằng chất lỏng, và giảm khả năng bị tổn thương bởi sự tấn công của đối phương.
Y1B-9A là một phiên bản cải tiến của YB-9, với động cơ mạnh hơn và được thiết kế lại cánh đuôi đứng. Sử dụng hai động cơ Pratt & Whitney R-1860-11 Hornet, máy bay có tốc độ ngang bằng với tốc độ của tất cả các máy bay tiêm kích mà Hoa Kỳ đang có lúc đó. Y1B-9 là máy bay đầu tiên của Lục quân có buồng lái kín. 5 chiếc đã được Lục quân đặt mua vào tháng 9-1931.

## Quốc gia sử dụng
Hoa Kỳ
- Lục quân Hoa Kỳ

## Thông số kỹ thuật (Y1B-9A)

### Đặc điểm riêng
- Tổ lái: 4
- Chiều dài: 51 ft 6 in (15.7 m)
- Sải cánh: 76 ft 10 in (23.4 m)
- Chiều cao: 12 ft 8 in (3.86 m)
- Diện tích cánh: 954 ft² (88.6 m²)
- Trọng lượng rỗng: 8.941 lb (4.056 kg)
- Trọng lượng cất cánh: 13.932 lb (6.320 kg)
- Trọng lượng cất cánh tối đa: 14.320 lb (6.500 kg)
- Động cơ: 2× Pratt & Whitney R-1860-11 "Hornet", 600 hp (450 kW) mỗi chiếc

### Hiệu suất bay
- Vận tốc cực đại: 188 mph (163 knots, 302 km/h)
- Vận tốc hành trình: 165 mph (143 knots, 265 km/h)
- Tầm bay: 540 mi (470 nm, 870 km)
- Trần bay: 20.750 ft (6.325 m)
- Vận tốc lên cao: n/a
- Lực nâng của cánh: 14.6 lb/ft² (71.3 kg/m²)
- Lực đẩy/trọng lượng: 0.0861 hp/lb (142 W/kg)

### Vũ khí
- Súng: 2× khẩu.30 in (7.26 mm)
- Bom: 2.200 lb (1.000 kg)

### Máy bay có cùng sự phát triển
- Boeing Monomail

### Máy bay có tính năng tương đương
- Martin B-10

### Danh sách
- Danh sách máy bay ném bom
- Danh sách máy bay quân sự của Hoa Kỳ